# FC Sheriff-2 Tiraspol
El FC Sheriff-2 Tiraspol es un equipo de fútbol de Moldavia que juega en la Liga 1 de Moldavia, la segunda liga de fútbol más importante del país.

## Historia
Fue fundado en 1997 en la ciudad de Tiraspol en Transnistria y es el principal equipo filial del FC Sheriff Tiraspol, por lo que es inelegible para jugar en la Divizia Nationala, pero sí puede participar en la Copa de Moldavia.
El club ha sido campeón de la Divizia A en siete ocasiones y de la Divizia B en la temporada 1997/98, su primera temporada de su historia, por lo que desde la temporada 1998/99 participa en la Divizia A.

## Palmarés
- Liga 1 de Moldavia: 7

1999-00, 2000-01, 2007-08, 2011-12, 2014-15, 2016-17, 2021-22
- Liga 1 de Moldavia: 1

1997-98